# Velòdrom d'Anvers Zuremborg
El Velòdrom d'Anvers Zuremborg fou un velòdrom d'Anvers que va acollir les proves de ciclisme en pista dels Jocs Olímpics de 1920. La pista tenia 400 metres de llargada. Els mitjans de comunicació britànics l'anomenaren The Garden City Velodrome.